# Vyrůstáme ve Springfieldu
Vyrůstáme ve Springfieldu (v anglickém originále Springfield Up) je 13. díl 18. řady (celkem 391.) amerického animovaného seriálu Simpsonovi. Scénář napsal Matt Warburton a díl režíroval Chuck Sheetz. V USA měl premiéru dne 18. února 2007 na stanici Fox Broadcasting Company a v Česku byl poprvé vysílán 16. listopadu 2008 na stanici ČT2.

## Děj
Excentrický dokumentarista Declan Desmond nabízí pohled do svého dokumentu Vyrůstáme ve Springfieldu. Jeho film sleduje osudy několika obyvatel Springfieldu, k nimž se vrací po osmiletých intervalech, aby zjistil, jak se jejich životy změnily. 
Obzvláště je zde představen Homer, jenž chtěl být v dětství bohatý, v dospělosti založil rodinu a nyní žije v obrovském sídle. Vysvětluje, že se stal úspěšným poté, co vytvořil pero, které dávkuje koření. Ve chvíli, kdy Desmond vede rozhovor s Marge, přijíždí pan Burns; sídlo je jeho letním sídlem a on jim nedal svolení k jeho užívání. Pověří Smitherse, aby na rodinu vypustil psy, aby ji zahnal. Desmond sleduje Homera a pokusí se ho ponížit poté, co předstíral, že je bohatý, přestože Homer na kameru přiznal, že chtěl být v Declanově dokumentu za frajera. Uvědomil si, že je v dokumentu jen proto, aby všichni ostatní vypadali dobře, a Desmond se snaží scénu ukončit slovy „Silná slova od hloupého muže.“. Jakmile se Marge ujistí, že kamera stále natáčí, a promluví k Desmondovi, řekne mu, že Homer se hodně snažil, aby na něj udělal dojem, a že Homer je skutečně úspěšný člověk. Také uvede, že byla chyba nechat ho vměšovat se do jejich životů, a zabouchne před ním dveře. 
Jelikož je mu Homera líto, Desmond při popíjení U Vočka promluví k Vočkovi a řekne mu, že se mýlil, když Homera odsuzoval. Vočko mu poví, že se mýlil, když Homera soudil, protože byl ženatý s Marge, měl tři děti, práci a vlastní dům. Desmond vytvoří kompilaci lidí, kteří o něm říkají dobré věci. Když se na ni Homer podívá, uvědomí si, že trávení času s rodinou a přáteli ho učinilo skutečně šťastným. Přesto Homer slíbí, že do příštího filmu Vyrůstáme ve Springfieldu za osm let bude světově proslulou rockovou hvězdou, a pak s Desmondem zazpívají duet písně, kterou Homer napsal, s názvem „Satan You're My Lady“, zatímco rozčilená Marge se na to dívá.

## Produkce
Epizodu napsal Matt Warburton a režíroval ji Chuck Sheetz. Vychází z britského dokumentárního seriálu Up Series Michaela Apteda, který od roku 1964 do roku 2019 sledoval životy 14 britských dětí od jejich sedmi let a každých sedm let se k nim vracel, aby dokumentoval jejich životy. V epizodě hostoval anglický komik Eric Idle v roli dokumentaristy Declana Desmonda. Idle daboval Declana také v dřívějších dílech Vraťte mi hvězdnou oblohu a Komiksák a chlapeček.

## Přijetí
Ve Spojených státech díl během premiéry sledovalo 8,8 milionu diváků.
Epizoda získala od kritiků vesměs pozitivní hodnocení. 
Robert Canning z IGN ji označil za jednu ze tří „vynikajících“ epizod osmnácté řady. Dal jí hodnocení 8,5 z 10 a poznamenal, že je to „zdaleka jedna z nejlepších epizod Simpsonových z posledních několika řad. Vtipy a gagy přicházely rychle a zběsile, to vše při vyprávění skvělého příběhu chytře nekonvenčním způsobem,“ a dodal, že díl „byl v jádru jednoduchým příběhem o tom, jak Homer cítí potřebu udělat dojem na snobského britského dokumentaristu, ale pak si uvědomí, že jeho život není tak špatný, jak si myslel. Je to příběh, který jsme v Simpsonových viděli už mnohokrát, ale díky tomu, že byl prezentován v rámci Desmondova dokumentu, byl velmi svěží a zapamatovatelný.“
Adam Finley z TV Squad napsal: „Nemiloval jsem to ani jsem to nenáviděl – z větší části byla epizoda tohoto týdne podle mého názoru ‚prostě dobrá‘. Bylo hezké vidět návrat Erica Idlea (…), ale díl působil jako dvě různé epizody bojující o stejný třicetiminutový prostor. (…) V tomto dílu se hodně času věnujeme poznávání těch, kteří ve Springfieldu vyrůstali, ale do toho je vklíněn i Homerův příběh – zdá se, že epizoda měla být jen o tom, jak se Homer cítí v depresi ze svého života, nebo lehčí díl zaměřený na všechny obyvatele Springfieldu. Neříkám, že epizoda byla úplně na odpis, protože si myslím, že byla stále vtipná, jen trochu řidší, než jsem od tohoto seriálu zvyklý očekávat.“.
Patrick D. Gaertner ze serveru Puzzled Pagan uvedl: „Tento díl se mi docela líbí. Na vysoké škole jsem se díval na všechny Up dokumenty a považuji je za naprosto fascinující a nápad dát je do Springfieldu je skvělý. Trochu mi vadí, že v podstatě všichni dospělí ve Springfieldu jsou zřejmě úplně stejně staří a chodili spolu na základní školu, ale to je fuk, to je drobná výtka. Vždycky jsem byl velkým fanouškem retrospektivních epizod seriálu, kterých se v poslední době opravdu moc nedělá, a tahle epizoda je jako deset retrospektivních dílů v jednom. Upřímně řečeno, ještě víc by se mi na téhle epizodě líbilo, kdyby se nezaměřovali na Homerovu lež o tom, že je bohatý, a udělali z ní jen sérii montáží různých postav. Vidět ty vtipné údery, jako je původ Disco Stua a Kočičí dámy, bylo zlaté a docela bych toho využil víc. Ale bez ohledu na to je tenhle díl hodně zábavný, má jedinečnou strukturu a byl prostě plný skvělých gagů a překvapivého množství srdce. Přesně jako za starých dobrých časů.“.